# Oči su ti ocean
Oči su ti ocean četvrti je studijski album riječke pop skupine E.N.I., kojeg 2007. godine objavljuje diskografska kuća Dallas Records.
Album je sniman u studiu 'Belvedere' Rijeka, studiu 'Cash&Carry' Zagreb i studiu 'G.I.S.' Rijeka. Uz jaku producentsku i aranžersku ekipu među kojima se ističu Dejan Orešković, Neno Belan, Zoran Predin, Dean Radičević, Svadbas, Ivan Bajsar, Naim Ayra, Vava, djevojke se po prvi puta na albumu potpisuju i same kao autorice nekoliko skladbi. Ovaj vrlo uspješan album najavili su singlovi "Oči su ti ocean" i "Traži se dečko". 2007. godine uspjeh prvog singla "Oči su ti ocean", zasluženo im je donio godišnju diskografsku nagradu Porin, za najbolju izvedbu grupe s vokalom, dok su 2008. godine bile nominirane u kategoriji za najbolji pop album godine.

## Popis pjesama
1. "Oči su ti ocean"
2. "Mona Lisa"
3. "Traži se dečko"
4. "Ja znam"
5. "Sol u čaju"
6. "Kraj"
7. "Za tebe"
8. "Vatra"
9. "Gore je bolje"
10. "Prvi dan"
11. "Mensonge"
12. "Oči su ti ocean" (Svadbas verzija)

## Vanjske poveznice
- Službene stranice sastava  Arhivirana inačica izvorne stranice od 12. ožujka 2007. (Wayback Machine)